# Деца сунца
Деца сунца је македонски комедија/драма/трилер филм из 2014. године у режији Антонија Митрићеског. Главне улоге тумаче: Ивана Павлаковић, Мето Јовановски, Владо Јовановски, Биљана Танески, Камка Точиновски, Александар Микић, Милица Стојанова, итд. Директор фотографије је Јарек Шода, а продуцент Дејан Милошевски.
Македонска премијера филма одржана је 18. септембра 2014. године у Битољу, последње вечери Међународног фестивала филмске камере „Браћа Манаки“. Светска премијера филма одржана је 25. септембра 2014. на Међународном филмском фестивалу Реинденс у Лондону, где се филм такмичио у званичној конкуренцији. У марту 2015. године филм је приказан на Фест филмском фестивалу у Београду.

## Радња филма
Док мафија уништава једну велику породицу која се суочава с тешким животом, између Марка (гангстера) и Анђеле, који се воле још из школских дана, цвета љубав.
Међутим, иако се судбина коначно насмеши и породица пронађе давно изгубљено благо, Анђела издаје породицу у име љубави и краде благо, како би спасла Марка од мафије.
Свако добија оно што је заслужио и љубав има несрећан завршетак.

## Улоге
| Глумац                 | Улога  |
| ---------------------- | ------ |
| Ивана Павлаковић       | Анђела |
| Владо Јовановски       | Кале   |
| Кире Горевски          | Марко  |
| Мето Јовановски        | Краљ   |
| Милица Стојанова       | Лена   |
| Биљана Танески         | Мира   |
| Данчо Чевревски        | Сони   |
| Емир Хаџихафизебеговић | Фурда  |
| Aлександар Микић       | Цуцла  |
| Камка Тоциновски       | Зирафа |
| Мартин Мирчевски       | Дупли  |
| Ацо Дуковски           | Чувар  |
| Влатко Стефановски     | Адамо  |

## Продукција
Филм је сниман у Скопљу и Перспи.